# Roland Astor

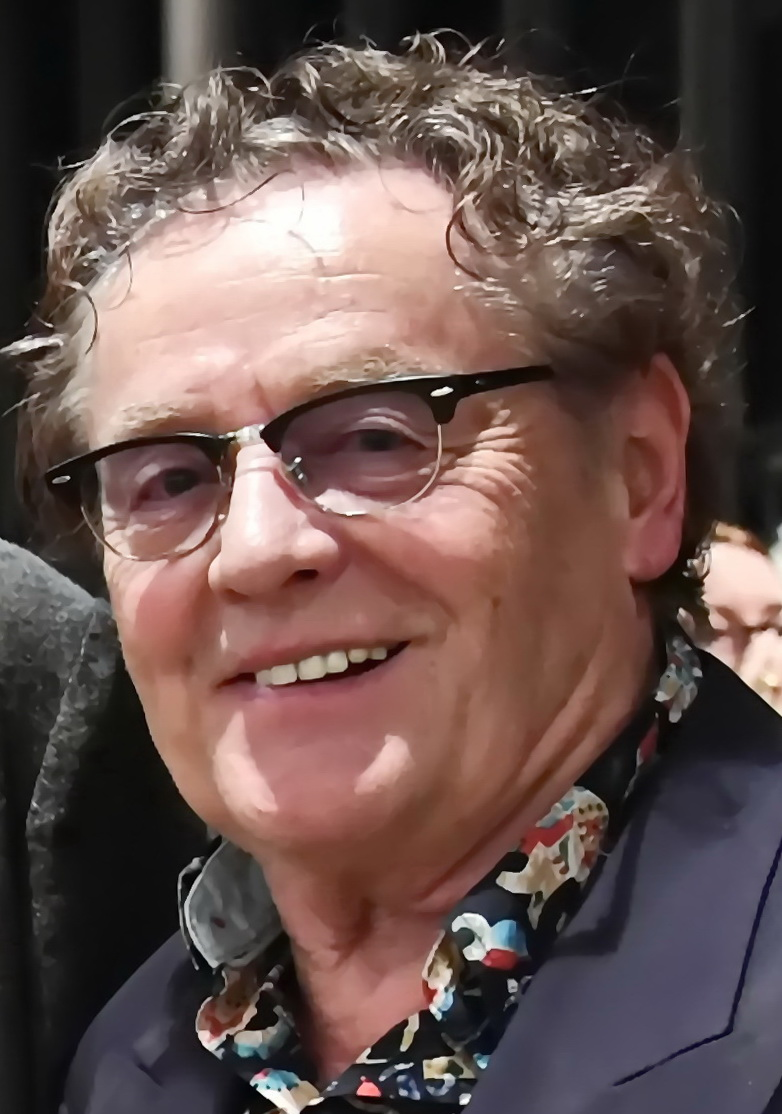
Roland Astor, 2018

Roland Astor (* 15. April 1941 in Salzburg; † 9. November 2024 in München) war ein österreichischer Schauspieler, Musicaldarsteller, Hörspielsprecher und Synchronsprecher.

## Leben
Da der Wunsch von Roland Astor, eine Schauspielschule zu besuchen, von den Eltern nicht unterstützt wurde, ließ er sich zum Buchdruckmaschinenmeister ausbilden und besuchte anschließend die Schauspielschule Krauss des Burgschauspielers Helmuth Krauss in Wien. Er begann seine Bühnenlaufbahn bei der Burgenländischen Landesbühne und an Kellertheatern in Wien, Bern und Zürich.
Am Berner Theater Die Rampe spielte er 1964 Alexis Woinow in Die Gerechten, Dorante in Das Spiel von Liebe und Zufall und Jonathan in O Vater, armer Vater …, am Künstlertheater Hamburg 1966 Marchbanks in George Bernard Shaws Candida. An den Hamburger Kammerspielen war er 1969 als Jeraiah Jip in Brechts Mann ist Mann und Gyuala in der Uraufführung von Stephan Orbok mit Paul Dahlke zu sehen. Am Ernst Deutsch Theater verkörperte er 1970 Ludovic in Aymés Messerköpfe, am Renitenz-Theater in Stuttgart 1974 Paris in Das Opfer Helena und 1975/76 an der Komödie im Marquardt sowie an der Komödie Frankfurt Ulli in Flatows Der Mann, der sich nicht traut, schließlich 1977 an der Kleinen Komödie in München Fellner in Arnold und Bachs Der keusche Lebemann. In Düsseldorf und München inszenierte er Wo der Pirol ruft und Kleider machen Leichen und spielte jeweils eine Hauptrolle.
Einen Namen machte sich Astor unterdessen als Musicaldarsteller. Als Claude in dem Musical Hair tourte er 1971 durch Deutschland. Ähnlich erfolgreich war er 1973 in Godspell (Regie: Samy Molcho) an der Seite von Donna Summer bei einer Tournee durch Deutschland, Österreich und die Schweiz.
Er wirkte in zahlreichen Film- und Fernsehproduktionen mit und spielte die Titelrolle in Der Radweltmeister sowie die Hauptrolle in Zum Ruhme des Sports und in Der Tor und der Tod. Er entwickelte Porträts der Komponisten Felix Mendelssohn Bartholdy, Maurice Ravel und Jacques Offenbach, womit er zu vielen Gastspielen eingeladen war. Zu Felix Mendelssohns 150. Todestag produzierte er eine Sendung für den Bayerischen Rundfunk.
Astor ist auf verschiedenen Hörbüchern zu vernehmen. Eine Kassettenproduktion mit Gedichten Goethes, an der er mitwirkte, erhielt den Deutschen Schallplattenpreis. Ein Mitschnitt der Produktion Die letzten Tage der Menschheit von Karl Kraus mit Claus Obalski als Partner wurde 2010 als Hörbuch produziert. Inzwischen hatten beide 64 Aufführungen bestritten, darunter einige an Universitäten in den USA.
Er betätigte sich auch als Hörspielsprecher und Synchronsprecher.

## Filmografie
- 1968: Engelchen oder Die Jungfrau von Bamberg
- 1968: Immer Ärger mit den Paukern
- 1969: Alma Mater
- 1969: Hannibal Brooks
- 1968–1969: Polizeifunk ruft (2 Folgen)
- 1970: St. Pauli-Report
- 1971: Paul Temple (Fernsehserie, Folge: Die Probleme des Herrn von Leverkühn)
- 1971: F.M.D. – Psychogramm eines Spielers
- 1972: Der Lift
- 1972: Wir 13 sind 17, Folge Mady Frühdorff
- 1972: Der Radweltmeister (Titelrolle)
- 1973: Zum Ruhme des Sports (Hauptrolle)
- 1973: Paul Temple (A family Affair) (Hauptrolle)
- 1973: Nerze nachts am Straßenrand
- 1978: Derrick, Folge: Tod eines Fans
- 1979: Cola, Candy, Chocolate
- 1979: Blauer Himmel den ich nur ahne
- 1989: Tatort, Folge: Blinde Angst
- 1996–2000: Marienhof
- 2000: Unser Charly, Folge: Albträume
- 2001: SOKO Leipzig, Folge: Todesflug
- 2002: Himmelreich auf Erden
- 2006: Die Rosenheim-Cops, Folge: Erst sterben, dann erben

## Hörbücher
- Lenz von Georg Büchner, Naxos, ca. 1998, 1 Audio-CD, ca. 73 min., ISBN 3-933514-06-1
- Der Verbrecher aus verlorener Ehre von Friedrich Schiller, Naxos, ca. 1998, 1 Audio-CD, ca. 59 min., ISBN 3-933514-04-5
- Das Kloster bei Sendomir von Franz Grillparzer, Naxos, ca. 1998, 1 Audio-CD, ca. 78 min., ISBN 3-933514-34-7
- Das Schiff. Die Sektion. Der Irre.Drei expressionistische Erzählungen von Georg Heym, Naxos, ca. 1999, 1 Audio-CD, ca. 73 min., ISBN 978-3-933514-64-6
- Störtebecker von Klabund, Naxos, 2001. 1 Audio-CD, 76 min., ISBN 3-89816-056-4
- Das Maultier des Papstes. Das Elixier des Paters Gaucher. Die drei stillen Messen von Alphonse Daudet, Naxos, 2001, 1 Audio-CD, 77 min, ISBN 978-3-89816-029-2